# Erioppia problematica
Erioppia problematica är en kvalsterart som först beskrevs av Balogh 1966.  Erioppia problematica ingår i släktet Erioppia och familjen Oppiidae.

## Underarter
Arten delas in i följande underarter:
- E. p. problematica
- E. p. pacifica